# Eriochilus
Eriochilus là một chi lan đặc hữu của Úc. Các loài trong chi này có mặt ở Tây Úc, Nam Úc, Queensland, New South Wales, Lãnh thổ Thủ đô Úc, Victoria, và Tasmania.

## Các chi
Các chi gồm:
- Eriochilus cucullatus (Labill.) Rchb.f.[2] - Parson's Bands
- Eriochilus dilatatus Lindl. - White Bunny Orchid[3]
- Eriochilus helonomos Hopper & A.P.Br. [4]
- Eriochilus magenteus D.L.Jones[5]
- Eriochilus petricola D.L.Jones & M.A.Clem.[6]
- Eriochilus pulchellus Hopper & A.P.Br.[7]
- Eriochilus scaber Lindl. - Pink Bunny Orchid[8]
- Eriochilus tenuis Lindl.[9]
- Eriochilus valens Hopper & A.P.Br.[10]

## Hình ảnh

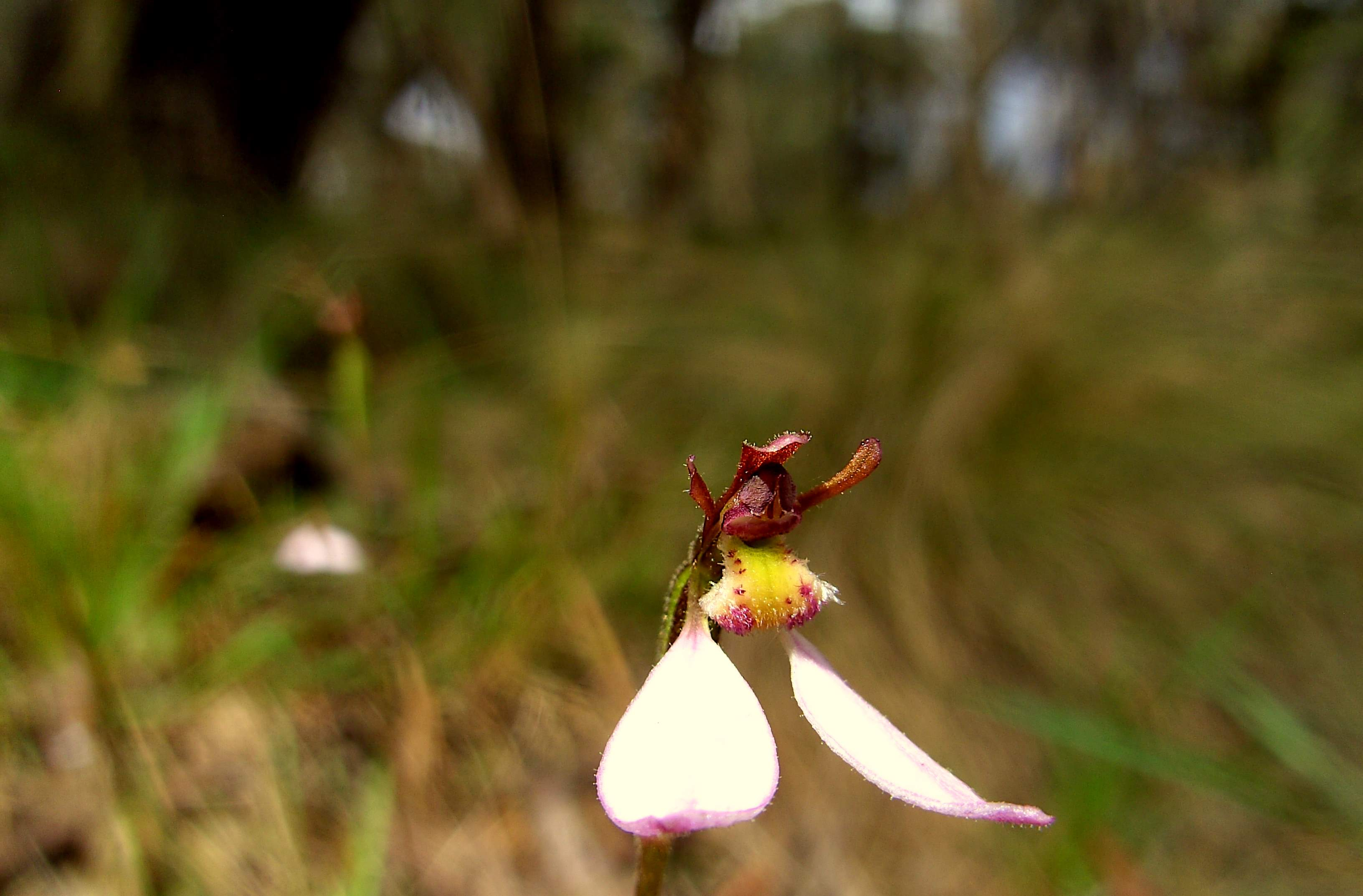